# АИ-2

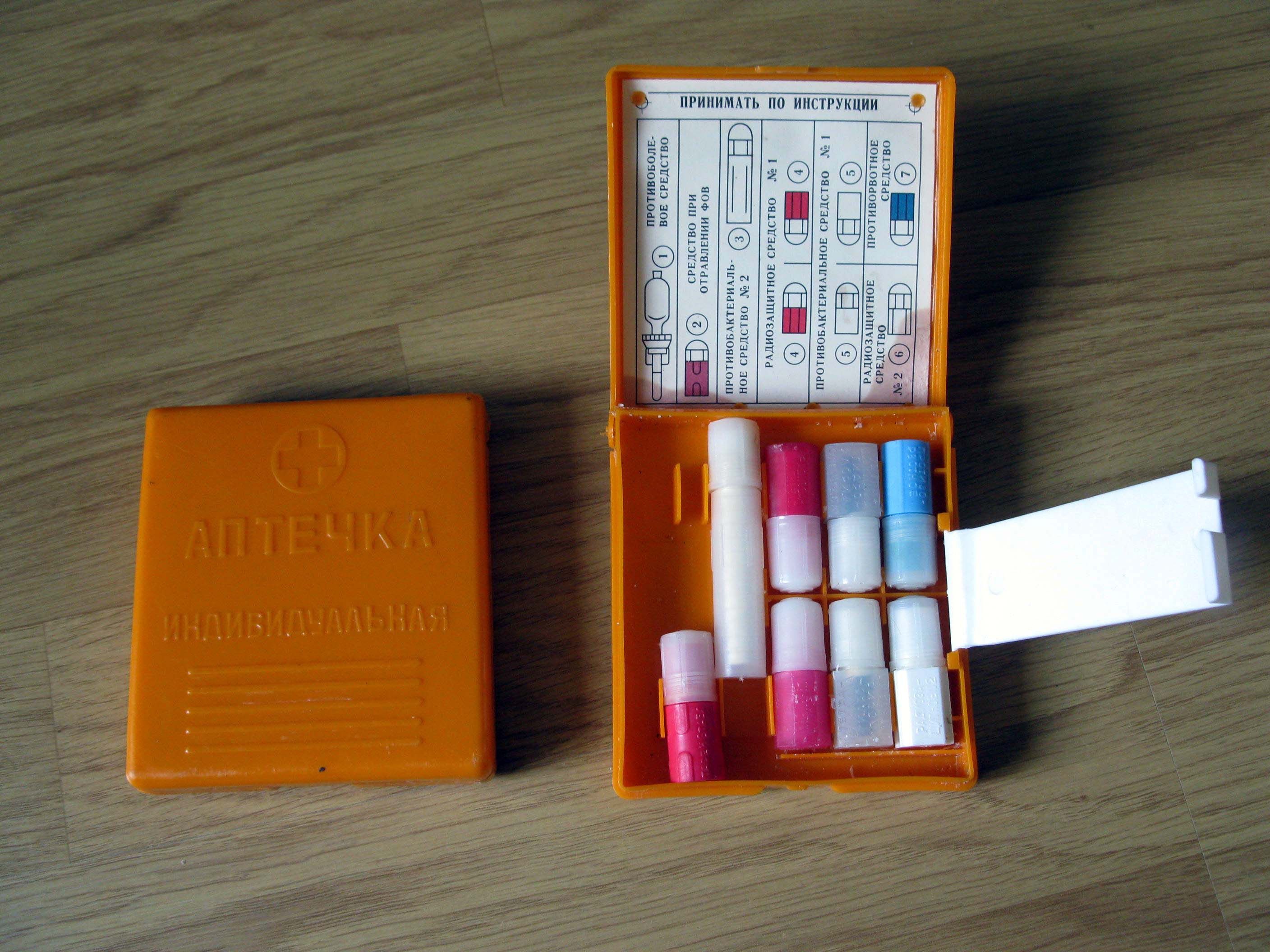
Вигляд та вміст АИ-2. Відсутній шприц-тюбик з протибольовим засобом (наркотичним промедолом)

Аптечка індивідуальна (рос. Аптечка индивидуальная, АИ–2, АИ–ІІ) — застарілий штатний засіб надання само- та взаємодопомоги у випадку поранень чи враження зброєю масового знищення.
Була розроблена як штатний засіб медичної допомоги для силових структур та сил цивільної оборони СРСР. В умовах тотального воєнного конфлікту із застосуванням зброї масового ураження мала роздаватися цивільному населенню, близькому до осередку ураження.
Являла собою оранжеву поліетиленову коробочку розмірів 9×10×2 см з надписом «Аптечка индивидуальная», хрестом у крузі та виступами для утримання. Маса — не більше 115 г. Всередині шприц-тюбик, різнокольорові пенали з таблетками, інструкція. Термін придатності становив 3 р.

### Вміст аптечки
- Протибольовий засіб — шприц-тюбик з промедолом (наркотичним опіоідним анальгетиком);
- Засіб при отруєнні фосфороорганічними речовинами (торен, що містить речовину апрофен) — 1 пенал червоного або малинового кольору на 6 таблеток;
- Протибактеріальний засіб № 2 (сульфадиметоксин 0,2 г) — 1 подовжений білий пенал на 15 таблеток;
- Радіозахисний засіб № 1 (цистамін 0,2 г) — 2 пенали малинового кольору на 6 таблеток кожний;
- Протибактеріальний засіб № 1 (хлортетрациклін 0,006 г) — 2 прозорих пенали на 5 таблеток кожен;
- Радіозахисний засіб № 2 (йодид калію 0,125 г) — 1 пенал білого кольору на 10 таблеток;
- Протиблювотний засіб (етаперазин 0,006 г) — 1 пенал блакитного кольору на 5 таблеток.

Крім кольору пенали з таблетками відрізнялись формою. Остання ще давала можливість використовувати аптечку однією рукою. Залежно від року виготовлення вміст АИ-2 відрізнявся.

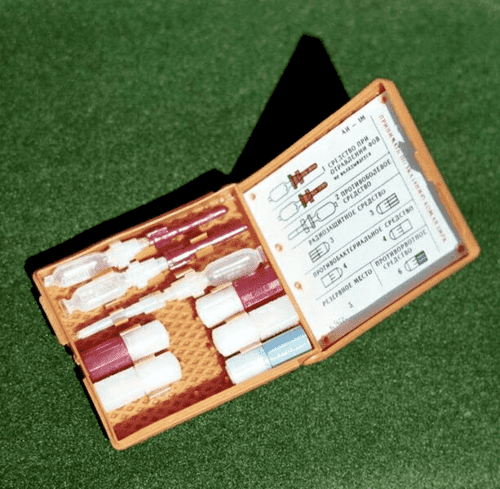
Військовий варіант — АИ-1. Видно два шприц-тюбики з антидотом афіном та порожнє резервне місце

Існував військовий варіант аптечки — АИ-1, що дещо відрізнявся. Замість протибактеріального засобу № 2 (сульфадиметоксину) та засобу при отруєнні ФОР (торену) розміщували 2 шприц-тюбики з антидотом (афіном), а місце радіозахисного засобу № 2 (йодиду калію) стало резервним. Її вміст:
- Засіб при отруєнні фосфороорганічними речовинами (афін чи будаксим) — 2 шприц-тюбика з червоними ковпачками;
- Протибольовий засіб (1 мл 2% розчину промедолу чи омнопону) — шприц-тюбик з білим ковпачком;
- Радіозахисний засіб (цистамін) — 2 пенали малинового кольору по 6 таблеток кожен;
- Протибактеріальний засіб (тетрацикліну гідрохлорид, після 1987 р. віброміцин) — 2 безколірні пенали по 5 таблеток кожен;
- Протиблювотний засіб (етапірозин 0,006 г або димерткарб) — 1 пенал голубого кольору на 5 таблеток.

У резервному місці знаходився:
- Профілактичний антидот П-6 (містив аміностигнін, фторацизин, феназепам) чи радіозахисний засіб № 2 (йодид калію).

АИ-1 прийнята до застосування Постановою Держстандарту СРСР від 31.08.1978 № 2402 ГОСТ від 31.08.1978 N 23267-78. У 1983 р. на заміну АИ-1 прийняли АИ-1М. Її відмінності: місце для другого шприц-тюбика з антидотом стало резервним, здешевлений корпус без внутрішньої планки, можливість відкривання аптечки однією рукою. Також АИ-1М могла містити засіб для профілактики ФОР П-10М (один жовтий пенал), антисептичний засіб (2 ампули з 5 % розчином йоду), засіб для знезараження води (пантоцид, упаковка з 20 таблетками білого кольору, застосовуються по 1 таблетці на 1 л води).
Замість застарілої аптечки індивідуальної АИ-2 з 2011 р. компанією «Химкомплектзащита» розроблена та виготовляється аптечка АИ-4. Її вміст:

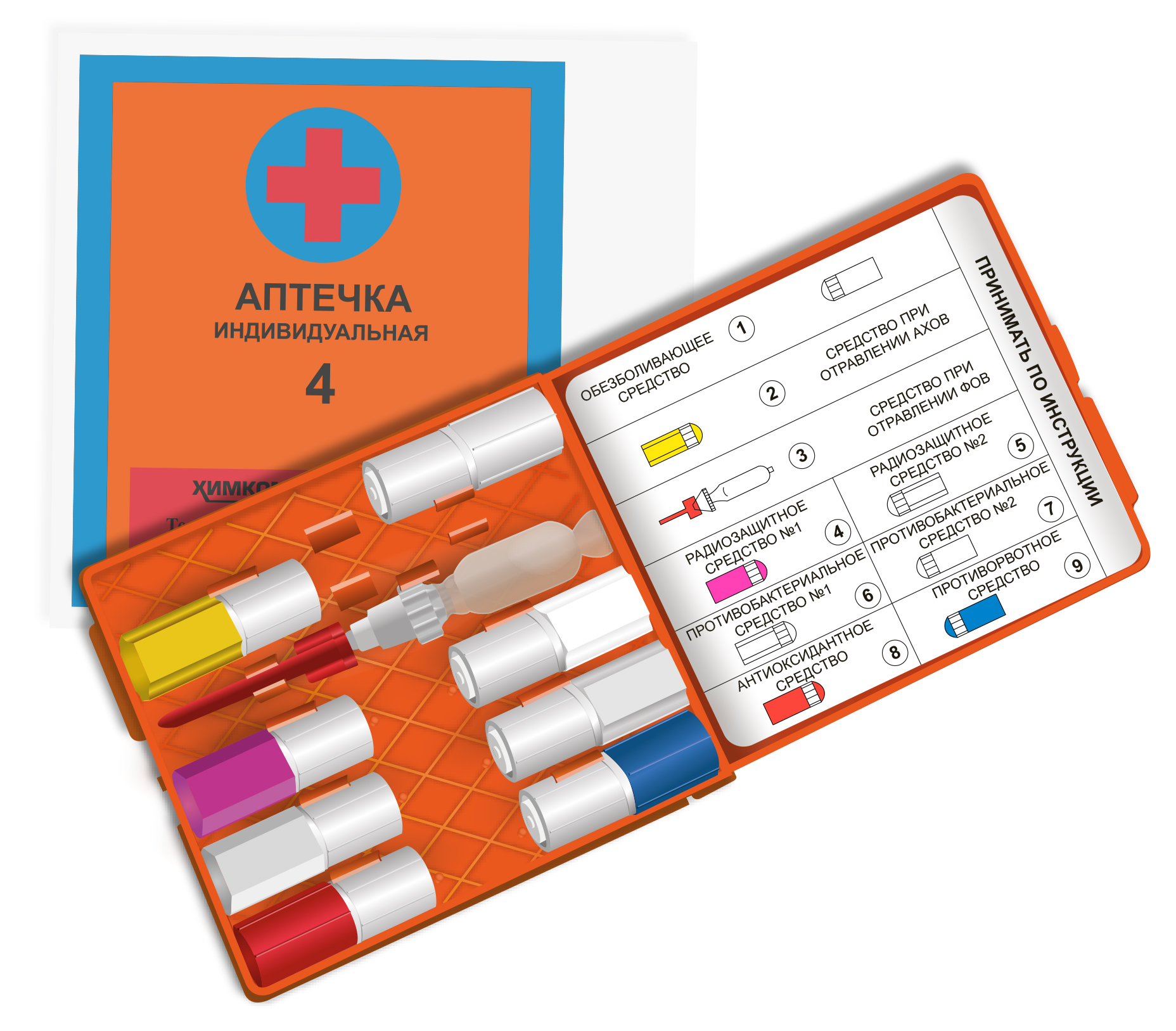
Аптечка АИ-4. У жовтому пеналі засіб при отруєнні СДОР

- Протибольовий засіб (кеторол) — безколірний пенал з 2-ма таблетками;
- Засіб при отруєнні СДОР (ацизол) — пенал жовто-зеленого кольору з 1 капсулою;
- Засіб при отруєнні ФОР (пеліксим АЛ-85) — шприц-тюбик з червоним ковпачком;
- Радіозахисний засіб № 1 (Б-190 — альфа-1-андромедик прямої дії) — пенал малинового кольору;
- Радіозахисний засіб № 2 (йодид калію) — пенал білого кольору з 5-ма таблетками;
- Протибактеріальний засіб № 1 (препарад Д — доксициклін) — безколірний пенал з таблеткою;
- Протибактеріальний засіб № 2 (препарат Ц — ципрофлоксацин) — безколірний пенал з капсулою;
- Протиблювотний засіб (етапірозин) — пенал голубого кольору з 5-ма таблетками;
- Резервний антидот ФОР (антиоксидантний засіб) — пенал червоного кольору з 2-ма таблетками.